# Màrcia Eufèmia

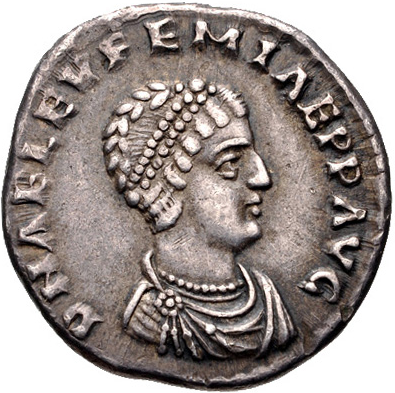
Representació de l'emperadriu en una moneda romana.

Màrcia Eufèmia, en llatí, Aelia Marcia Euphemia, fou una emperadriu romana consort, esposa de l'emperador romà d'Occident, Procopi Antemi.

## Família
Marcia Eufemia era l'única filla del emperador romà d'Orient Marcià. La identitat de la seva mare és desconeguda. La seva madrastra va ser Pulquèria, la segona esposa del seu pare. Pulquèria havia fet vot de castedat, i el seu matrimoni només era una simple aliança política, que va situar Marcià com a membre de la Dinastia teodosiana. El matrimoni entre Marcià i Pulquèria no es va arribar a consumar mai i, per tant Marcia Eufèmia mai va tenir germanastres més petits que ella.
Evagri Escolàstic cita Prisc, quan diu que "Marcià era tràci de naixement, fill d'un militar. En el seu desig de seguir l'estil de vida del seu pare, havia viatjat a Filipòpolis, on es volia apuntar a les legions". No obstant, Teodor Anagnostes afirma que Marcià era il·liri.

## Matrimoni
El seu matrimoni amb Procopi Antemi va tenir lloc al voltant del any 453. El seu marit era fill de Procopi, Magister militum ("Senyor dels soldats d'ambdós exèrcits), comandant tant de la cavalleria com de la infanteria de l'Imperi Romà d'Orient.
Màrcia i Antemi van tenir cinc fills coneguts, una filla i quatre fills. La seva filla, Alipia, és famosa per ser la esposa de Ricimer. Els fills van ser Antemiol, Procopi Antemi, Marcià i Ròmul.
Després del seu matrimoni, Antemi va ser nomenat Comes reis militaris i va ser enviat a enfortir la frontera danubiana, encara en desordre a conseqüència de la mort d'Àtila. Va tornar a Constantinoble l'any 454, i Marcià el va premiar amb el càrrec de magister militum i el va incloure a la categoria dels patricis. Va ser nomenat cònsol juntament amb Valentinià III durant l'any 455. Els historiadors interpreten el llistat d'honors en el sentit que Marcià estava preparant al seu gendre per un eventual ascens al tron. Joan Malales considera que Marcià havia nomenat a Antemi com a Emperador d'Occident, però això es considera un anacronisme del cronista.

## Mort de Marcià
Al gener de l'any 457, Marcià va morir com a conseqüència d'una malaltia, suposadament d'una gangrena. Tant Màrcia com Antemi l'havien sobreviscut. Marcià havia estat proclamat August com a consort de Pulquèria, membre de la Dinastia teodosiana. Amb la seva mort finalitzava la successió dinàstica. La seva única filla era fruit d'un matrimoni anterior i per això no se la va considerar hereva de la dinastia. Tant l'exèrcit com el senat romà d'Orient havien d'escollir un nou August. Aspar, el magister militum de l'Imperi Romà d'Orient, era incapaç de reclamar el tron per a ell mateix, degut als seus orígens i a les seves creences religioses. Era Alà, una tribu sàrmata, i, encara que la seva família havia servit durant generacions a l'exèrcit romà, era considerat un bàrbar. A més, era arrià mentre que gran part de la noblesa de l'Imperi Romà d'Orient havia acceptat el símbol nicè. Per tant, era una elecció impopular per al tron.
Aspar va emprar la seva influència per convertir-se en un "faedor de reis". Podia escollir un candidat entre els seus oficials, buscant probablement entre els que encara li eren lleials. Va escollir a Lleó I, rei dels ostrogots i el Senat va acceptar l'elecció. El 7 de febrer de l'any 457, Lleó va ser coronat pel Patriarca Anatoli de Constantinoble, la primera coronació que va implicar a un patriarca.
Amb la mort del seu pare, Marcia Eufèmia va deixar de ser membre de la família imperial. Antemi va continuar actuant com a magister militum sota el comandament de Lleó I. Se li atribueix el derrocament de Valamir, rei dels ostrogots a principis dels anys 460. Al hivern de l'any 466 - 467, Antemi va derrotar Hormidac, líder dels huns que havia comandat una invasió cap a Dàcia.

## Emperadriu consort
Segons Prisc, Genseric, rei dels vàndals, portava a terme anualment diverses ràtzies contra Sicília i Itàlia des del Saqueig de Roma. Havia aconseguit annexionar unes quantes ciutats al seu regne i en saquejava d'altres. Però una dècada després, les dues províncies occidentals "s'havien quedat sense homes i sense diners", incapaçes d'oferir un botí suficient per als vàndals. Aixís que els seus atacs es van ampliar fins a arribar a Il·líria, el Peloponès, la Grècia central i totes les Illes de Grècia. Lleó havia de fer front a aquesta nova amenaça i va decidir nomenar i enviar un nou emperador a Occident per fer front a Genseric. El tron occidental havia quedat vacant després de la mort de Libi Sever l'any 465.
Lleó va escollir a Antemi com el seu nou col·lega en el càrrec imperial. Antemi es va dirigir cap a Roma amb un exèrcit sota el comandament de Marcel·lí, que era magister militum a Occident des del 455. Antemi fou proclamat emperador el 12 d'abril de l'any 467. Cassiodor diu que la proclamació es va fer a la tercera pedra miliar abans de la ciutat de Roma, en un lloc que anomena Brontotas. Marcia Eufèmia apareix amb el títol d'Augusta a les monedes romanes entre els anys 467 i 472. No obstant, el seu paper com a emperadriu només el confirma aquesta evidència arqueològica. Els relats literaris deixen de mencionar-la en el moment en què Antemi marxa cap a Itàlia.
Segons Procopi de Cessàrea, Genseric va disputar la successió. El seu propi candidat al tron era Olibri, espòs de Placídia. Antemi hauria pogut conservar el tron si no hagués deixat part de la seva autoritat en mans de Ricimer, un general sueu que havia servit com a magister militum a Occident des de l'any 455. Ricimer abans ja havia derrocat a Avit i a Majorià, dos emperadors romans d'Occident en època anterior. L'aliança entre Antemi i Ricimer es va enfortir amb el matrimoni d'aquest últim amb Alipia a finals de l'any 467. Antemi va fracassar en les seves campanyes contra Genseric als anys 467 i 468, i també en la lluita l'any següent amb el rei visigot Euric, que havia conquerit part de la Gàl·lia i Hispània. La Chronica Gallica del 511 fa referència a una altra campanya contra Euric durant l'any 471, aquesta dirigida per Antemiol, fill d'Antemi i de Màrcia Eufèmia.
| « | Antemiol va ser enviat a Arles pel seu pare, l'emperador Antemi, juntament amb Torisari, Everdinc i Hermià, el comte de les cavallerisses. El rei Euric es va trobar amb ells a l'altre costat del Roine i, després de matar als generals, ho va devastar tot. | » |

Antemiol possiblement es trobava entre els morts, atès que no se'n torna a fer cap referència. Antemi no es va esforçar gaire per restablir l'autoritat imperial a la Gàl·lia. Mentre la Gàl·lia Meridional, en gairebé la seva totalitat, es trobava sota l'autoritat d'Euric, van persistir enclavaments galo-romans independents a la Gàl·lia septentrional. Aquests enclavaments van ser governats per Pau, Siagri i d'altres. Potser es van emetre monedes amb les efigies d'Antemi o de Màrcia Eufèmia, però aquest era tot el domini imperial a la regió.